# Groupe F de la Coupe d'Asie des nations de football 2019
Les matchs du groupe F de la Coupe d'Asie des nations 2019 se déroulent du 9 au 17 janvier 2019. Le groupe est constitué des pays suivants.
  Japon
  Ouzbékistan
  Oman
  Turkménistan
Les deux premiers se qualifient pour les huitièmes de finale, ainsi que le troisième, sous condition qu'il figure parmi les quatre meilleures troisièmes, ce qui est le cas pour ce groupe F.

## Classement
| Rang | Équipe       | Pts | J | G | N | P | Bp | Bc | Diff |
| ---- | ------------ | --- | - | - | - | - | -- | -- | ---- |
| 1    | Japon        | 9   | 3 | 3 | 0 | 0 | 6  | 3  | +3   |
| 2    | Ouzbékistan  | 6   | 3 | 2 | 0 | 1 | 7  | 3  | +4   |
| 3    | Oman         | 3   | 3 | 1 | 0 | 2 | 4  | 4  | 0    |
| 4    | Turkménistan | 0   | 3 | 0 | 0 | 3 | 3  | 10 | -7   |

## Matchs
Tous les horaires listés sont GST (UTC+4).

### Japon - Turkménistan
| 9 janvier 2019 | Japon                                                                                                   | 3 - 2   | Turkménistan                                                                  | Stade Al-Nahyan, Abou Dabi                      |                                                 |
| 15h00          | ( Genki Haraguchi) Yuya Osako 56e · ( Yūto Nagatomo) Yuya Osako 60e · ( Takumi Minamino) Ritsu Doan 71e | (0 - 1) | 26e Arslanmyrat Amanow (en) (Ruslan Mingazov ) · 79e (pen.) Ahmet Ataýew (en) | Spectateurs : 5 725 Arbitrage : Alireza Faghani | Spectateurs : 5 725 Arbitrage : Alireza Faghani |
| 15h00          | http://stats.the-afc.com/match_report/13285                                                             |         |                                                                               | Spectateurs : 5 725 Arbitrage : Alireza Faghani | Spectateurs : 5 725 Arbitrage : Alireza Faghani |

| Japon | Turkménistan |

| GK              | 12 | Shūichi Gonda     | 78e |     |
| CB              | 16 | Takehiro Tomiyasu |     |     |
| CB              | 22 | Maya Yoshida (c)  |     |     |
| CB              | 20 | Tomoaki Makino    |     |     |
| RWB             | 19 | Hiroki Sakai      | 33e |     |
| LWB             | 5  | Yuto Nagatomo     |     |     |
| CM              | 8  | Genki Haraguchi   |     |     |
| CM              | 7  | Gaku Shibasaki    |     |     |
| CM              | 21 | Ritsu Doan        |     |     |
| CF              | 9  | Takumi Minamino   |     | 73e |
| CF              | 15 | Yuya Osako        |     |     |
| Remplaçants :   |    |                   |     |     |
| FW              | 11 | Koya Kitagawa     |     | 73e |
| Sélectionneur : |    |                   |     |     |
| Hajime Moriyasu |    |                   |     |     |

| GK                   | 1  | Mammet Orazmuhammedow  |     |     |
| RB                   | 19 | Ahmet Ataýew           |     |     |
| CB                   | 4  | Mekan Saparow          |     |     |
| CB                   | 12 | Serdar Annaorazow      |     |     |
| LB                   | 2  | Zafar Babajanow        |     |     |
| CM                   | 5  | Wezirgeldi Ylýasow     | 90e |     |
| CM                   | 6  | Gurbangeldi Batyrow    |     |     |
| RW                   | 7  | Arslanmyrat Amanow (c) |     | 69e |
| AM                   | 8  | Ruslan Mingazov        |     | 85e |
| LW                   | 21 | Resul Hojaýew          |     |     |
| CF                   | 9  | Wahyt Orazsähedow      |     | 59e |
| Remplaçants :        |    |                        |     |     |
| FW                   | 17 | Altymyrat Annadurdyýew |     | 59e |
| FW                   | 11 | Myrat Ýagşyýew         |     | 69e |
| FW                   | 15 | Mihail Titow           |     | 85e |
| Sélectionneur :      |    |                        |     |     |
| Ýazguly Hojageldyýew |    |                        |     |     |

| Assistant referees: Reza Sokhandan (Iran) Mohammadreza Mansouri (Iran) Fourth official: Mohamad Zainal Abidin (Malaysia) Additional assistant referees: Muhammad Taqi (Singapore) Mohd Amirul Izwan Yaacob (Malaysia) |

### Ouzbékistan - Oman
| 9 janvier 2019 | Ouzbékistan                                                      | 2 - 1   | Oman                                          | Stade de Charjah, Charjah                    |                                              |
| 17h30          | Odil Ahmedov 34e · ( Ikromjon Alibaev (en)) Eldor Shomurodov 86e | (1 - 0) | 72e Muhsen Al-Ghassani (it) (Ali Al-Busaidi ) | Spectateurs : 9 424 Arbitrage : Ko Hyung-jin | Spectateurs : 9 424 Arbitrage : Ko Hyung-jin |
| 17h30          | http://stats.the-afc.com/match_report/13286                      |         |                                               | Spectateurs : 9 424 Arbitrage : Ko Hyung-jin | Spectateurs : 9 424 Arbitrage : Ko Hyung-jin |

| Ouzbékistan | Oman |

| GK              | 1  | Ignatiy Nesterov      | 58e   |     |
| RB              | 2  | Akmal Shorakhmedov    |       |     |
| CB              | 15 | Egor Krimets          | 90+2e |     |
| CB              | 5  | Anzur Ismailov        |       |     |
| LB              | 13 | Oleg Zoteev           |       |     |
| CM              | 7  | Sardor Rashidov       |       | 59e |
| CM              | 9  | Odil Ahmedov (c)      |       |     |
| RW              | 19 | Otabek Shukurov       |       |     |
| AM              | 22 | Javokhir Sidikov      |       |     |
| LW              | 11 | Jaloliddin Masharipov | 29e   | 79e |
| CF              | 10 | Marat Bikmaev         |       | 83e |
| Remplaçants :   |    |                       |       |     |
| MF              | 17 | Dostonbek Khamdamov   |       | 59e |
| MF              | 8  | Ikromjon Alibaev      |       | 79e |
| FW              | 14 | Eldor Shomurodov      |       | 83e |
| Sélectionneur : |    |                       |       |     |
| Héctor Cúper    |    |                       |       |     |

| GK              | 18 | Faiz Al-Rushaidi     |  |       |
| RB              | 2  | Mohammed Al-Musalami |  |       |
| CB              | 17 | Ali Al-Busaidi       |  |       |
| CB              | 13 | Khalid Al-Braiki     |  |       |
| LB              | 11 | Saad Al-Mukhaini     |  |       |
| CM              | 23 | Harib Al-Saadi       |  |       |
| CM              | 12 | Ahmed Kano (c)       |  |       |
| CM              | 10 | Mohsin Al-Khaldi     |  | 90+1e |
| RW              | 7  | Khalid Al-Hajri      |  | 67e   |
| CF              | 15 | Jameel Al-Yahmadi    |  | 86e   |
| LW              | 6  | Raed Ibrahim Saleh   |  |       |
| Remplaçants :   |    |                      |  |       |
| FW              | 16 | Muhsen Al-Ghassani   |  | 67e   |
| MF              | 20 | Salaah Al-Yahyaei    |  | 86e   |
| FW              | 9  | Mohammed Al-Ghassani |  | 90+1e |
| Sélectionneur : |    |                      |  |       |
| Pim Verbeek     |    |                      |  |       |

| Assistant referees: Yoon Kwang-yeol (Corée du Sud) Park Sang-jun (Corée du Sud) Fourth official: Mohd Yusri Muhamad (Malaisie) Additional assistant referees: Kim Dong-jin (Corée du Sud) Hettikamkanamge Perera (Sri Lanka) |

### Oman - Japon
| 13 janvier 2019 | Oman                                        | 0 - 1 | Japon                | Stade Cheikh Zayed, Abou Dabi        |                                      |
| 17h30           |                                             | (0-1) | Haraguchi 28e (pen.) | Arbitrage : Mohd Amirul Izwan Yaacob | Arbitrage : Mohd Amirul Izwan Yaacob |
| 17h30           | http://stats.the-afc.com/match_report/13288 |       |                      | Arbitrage : Mohd Amirul Izwan Yaacob | Arbitrage : Mohd Amirul Izwan Yaacob |

| Oman | Japon |

| GK              | 18 | Faiz Al-Rushaidi     |       |     |
| RB              | 11 | Saad Al-Mukhaini     | 90+2e |     |
| CB              | 13 | Khalid Al-Braiki     |       |     |
| CB              | 2  | Mohammed Al-Musalami |       |     |
| LB              | 17 | Ali Al-Busaidi       |       |     |
| CM              | 23 | Harib Al-Saadi       |       |     |
| CM              | 12 | Ahmed Kano (c)       | 26e   |     |
| RW              | 15 | Jameel Al-Yahmadi    |       |     |
| AM              | 16 | Muhsen Al-Ghassani   |       | 77e |
| LW              | 6  | Raed Ibrahim Saleh   | 49e   |     |
| CF              | 20 | Salaah Al-Yahyaei    |       | 67e |
| Remplaçants :   |    |                      |       |     |
| FW              | 9  | Mohammed Al-Ghassani |       | 67e |
| FW              | 7  | Khalid Al-Hajri      |       | 77e |
| Sélectionneur : |    |                      |       |     |
| Pim Verbeek     |    |                      |       |     |

| GK              | 12 | Shūichi Gonda     |     |     |
| RB              | 19 | Hiroki Sakai      |     |     |
| CB              | 6  | Wataru Endo       |     |     |
| CB              | 22 | Maya Yoshida (c)  |     |     |
| LB              | 5  | Yuto Nagatomo     |     |     |
| CM              | 16 | Takehiro Tomiyasu |     |     |
| CM              | 7  | Gaku Shibasaki    |     |     |
| RW              | 11 | Koya Kitagawa     |     | 57e |
| AM              | 21 | Ritsu Doan        | 36e | 84e |
| LW              | 8  | Genki Haraguchi   |     |     |
| CF              | 9  | Takumi Minamino   | 67e |     |
| Remplaçants :   |    |                   |     |     |
| FW              | 13 | Yoshinori Muto    |     | 57e |
| MF              | 14 | Junya Ito         |     | 84e |
| Sélectionneur : |    |                   |     |     |
| Hajime Moriyasu |    |                   |     |     |

| Assistant referees: Mohd Yusri Muhamad (Malaisie) Mohamad Zainal Abidin (Malaisie) Fourth official: Anton Shchetinin (Australie) Additional assistant referees: Peter Green (Australie) Ko Hyung-jin (Corée du Sud) |

### Turkménistan - Ouzbékistan
| 13 janvier 2019 | Turkménistan                                | 0 - 4 | Ouzbékistan                                       | Stade Maktoum ben Rachid Al Maktoum, Dubaï |                              |
| 20h00           |                                             |       | Sidikov 16e · Shomurodov 24e 42e · Masharipov 40e | Arbitrage : Ammar Al-Jeneibi               | Arbitrage : Ammar Al-Jeneibi |
| 20h00           | http://stats.the-afc.com/match_report/13287 |       |                                                   | Arbitrage : Ammar Al-Jeneibi               | Arbitrage : Ammar Al-Jeneibi |

| Turkménistan | Ouzbékistan |

| GK                   | 1  | Mammet Orazmuhammedow  |  |     |
| CB                   | 4  | Mekan Saparow          |  |     |
| CB                   | 2  | Zafar Babajanow        |  |     |
| CB                   | 5  | Wezirgeldi Ylýasow     |  |     |
| RWB                  | 12 | Serdar Annaorazow      |  |     |
| LWB                  | 6  | Gurbangeldi Batyrow    |  |     |
| RM                   | 8  | Ruslan Mingazov        |  |     |
| CM                   | 21 | Resul Hojaýew          |  |     |
| CM                   | 19 | Ahmet Ataýew           |  | 44e |
| LM                   | 7  | Arslanmyrat Amanow (c) |  | 65e |
| CF                   | 9  | Wahyt Orazsähedow      |  | 46e |
| Remplaçants :        |    |                        |  |     |
| FW                   | 20 | Myrat Annaýew          |  | 44e |
| FW                   | 17 | Altymyrat Annadurdyýew |  | 46e |
| FW                   | 15 | Mihail Titow           |  | 65e |
| Sélectionneur :      |    |                        |  |     |
| Ýazguly Hojageldyýew |    |                        |  |     |

| GK              | 1  | Ignatiy Nesterov      |     |     |
| RB              | 2  | Akmal Shorakhmedov    |     | 46e |
| CB              | 20 | Islom Tukhtakhodjaev  |     |     |
| CB              | 5  | Anzur Ismailov        | 71e |     |
| LB              | 13 | Oleg Zoteev           |     |     |
| CM              | 9  | Odil Ahmedov (c)      |     | 76e |
| CM              | 19 | Otabek Shukurov       |     |     |
| RW              | 17 | Dostonbek Khamdamov   |     |     |
| AM              | 22 | Javokhir Sidikov      |     | 68e |
| LW              | 11 | Jaloliddin Masharipov |     |     |
| CF              | 14 | Eldor Shomurodov      |     |     |
| Remplaçants :   |    |                       |     |     |
| DF              | 6  | Davron Khashimov      |     | 46e |
| MF              | 8  | Ikromjon Alibaev      |     | 68e |
| MF              | 18 | Fozil Musaev          |     | 76e |
| Sélectionneur : |    |                       |     |     |
| Héctor Cúper    |    |                       |     |     |

| Assistant referees: Mohamed Al-Hammadi (United Arab Emirates) Hasan Al-Mahri (United Arab Emirates) Fourth official: Mohammed Al-Abakry (Saudi Arabia) Additional assistant referees: Mohammed Abdulla Hassan Mohamed (United Arab Emirates) Turki Al-Khudhayr (Saudi Arabia) |

### Oman - Turkménistan
| 17 janvier 2019 | Oman                                                                           | 3 - 1 | Turkménistan          | Stade Mohammed-Bin-Zayed, Abou Dabi |                             |
| 17h30           | A. Moubarak 20e · ( A. Moubarak) Al-Ghassani (en) 84e · Al-Musalami (en) 90+4e |       | 41e Annadurdyýew (en) | Arbitrage : Nawaf Shukralla         | Arbitrage : Nawaf Shukralla |
| 17h30           | http://stats.the-afc.com/match_report/13290                                    |       |                       | Arbitrage : Nawaf Shukralla         | Arbitrage : Nawaf Shukralla |

| Oman | Turkmenistan |

| GK              | 18 | Faiz Al-Rushaidi     |       |     |
| RB              | 11 | Saad Al-Mukhaini     |       |     |
| CB              | 13 | Khalid Al-Braiki     | 36e   | 74e |
| CB              | 2  | Mohammed Al-Musalami |       |     |
| LB              | 17 | Ali Al-Busaidi       |       |     |
| CM              | 23 | Harib Al-Saadi       | 22e   |     |
| CM              | 12 | Ahmed Kano (c)       |       |     |
| RW              | 4  | Mohamed Khasib       |       | 61e |
| AM              | 7  | Khalid Al-Hajri      |       | 86e |
| LW              | 6  | Raed Ibrahim Saleh   |       |     |
| CF              | 16 | Muhsen Al-Ghassani   |       |     |
| Remplaçants :   |    |                      |       |     |
| FW              | 15 | Jameel Al-Yahmadi    |       | 61e |
| FW              | 9  | Mohammed Al-Ghassani | 90+1e | 74e |
| MF              | 20 | Salaah Al-Yahyaei    |       | 86e |
| Sélectionneur : |    |                      |       |     |
| Pim Verbeek     |    |                      |       |     |

| GK                   | 1  | Mammet Orazmuhammedow (c) | 55e |     |
| CB                   | 3  | Güýçmyrat Annagulyýew     |     |     |
| CB                   | 4  | Mekan Saparow             | 79e |     |
| CB                   | 5  | Wezirgeldi Ylýasow        |     |     |
| RM                   | 12 | Serdar Annaorazow         |     |     |
| CM                   | 18 | Serdar Geldiýew           | 54e |     |
| CM                   | 21 | Resul Hojaýew             |     | 46e |
| LM                   | 6  | Gurbangeldi Batyrow       |     |     |
| RW                   | 8  | Ruslan Mingazov           |     | 68e |
| LW                   | 11 | Myrat Ýagşyýew            |     |     |
| CF                   | 17 | Altymyrat Annadurdyýew    | 35e | 83e |
| Remplaçants :        |    |                           |     |     |
| MF                   | 19 | Ahmet Ataýew              | 72e | 46e |
| MF                   | 7  | Arslanmyrat Amanow        |     | 68e |
| FW                   | 15 | Mihail Titow              |     | 83e |
| Sélectionneur :      |    |                           |     |     |
| Ýazguly Hojageldyýew |    |                           |     |     |

| Assistant referees: Yaser Tulefat (Bahrain) Mohamed Salman (Bahrain) Fourth official: Miguel Hernández (Mexico) Additional assistant referees: César Arturo Ramos (Mexico) Khamis Al-Kuwari (Qatar) |

### Japon - Ouzbékistan
| 17 janvier 2019 | Japon                                       | 2 - 1 | Ouzbékistan     | Stade Cheikh Khalifa, Al-Aïn                |                                             |
| 17h30           | ( Muroya) Muto 43e · Shiotani 58e           |       | 40e Chomourodov | Arbitrage : Mohammed Abdulla Hassan Mohamed | Arbitrage : Mohammed Abdulla Hassan Mohamed |
| 17h30           | http://stats.the-afc.com/match_report/13289 |       |                 | Arbitrage : Mohammed Abdulla Hassan Mohamed | Arbitrage : Mohammed Abdulla Hassan Mohamed |

| Japon | Ouzbékistan |

| GK              | 23 | Daniel Schmidt       |     |       |
| RB              | 2  | Genta Miura          |     |       |
| CB              | 4  | Sho Sasaki           |     |       |
| CB              | 20 | Tomoaki Makino       |     |       |
| LB              | 3  | Sei Muroya           |     |       |
| CM              | 17 | Toshihiro Aoyama (c) |     |       |
| CM              | 18 | Tsukasa Shiotani     | 48e |       |
| RW              | 14 | Junya Ito            |     |       |
| AM              | 10 | Takashi Inui         |     | 81e   |
| LW              | 13 | Yoshinori Muto       | 33e | 85e   |
| CF              | 11 | Koya Kitagawa        |     | 90+3e |
| Remplaçants :   |    |                      |     |       |
| MF              | 8  | Genki Haraguchi      |     | 81e   |
| MF              | 6  | Wataru Endo          |     | 85e   |
| DF              | 16 | Takehiro Tomiyasu    |     | 90+3e |
| Sélectionneur : |    |                      |     |       |
| Hajime Moriyasu |    |                      |     |       |

| GK              | 1  | Ignatiy Nesterov (c) |     |     |
| RB              | 20 | Islom Tukhtakhodjaev |     |     |
| CB              | 6  | Davron Khashimov     |     |     |
| CB              | 4  | Farrukh Sayfiev      | 69e |     |
| LB              | 15 | Egor Krimets         | 72e |     |
| CM              | 8  | Ikromjon Alibaev     |     |     |
| CM              | 17 | Dostonbek Khamdamov  |     | 65e |
| RW              | 18 | Fozil Musaev         |     | 76e |
| AM              | 19 | Otabek Shukurov      |     |     |
| LW              | 22 | Javokhir Sidikov     |     |     |
| CF              | 14 | Eldor Shomurodov     |     | 70e |
| Remplaçants :   |    |                      |     |     |
| MF              | 16 | Azizbek Turgunboev   |     | 65e |
| FW              | 10 | Marat Bikmaev        |     | 70e |
| FW              | 7  | Sardor Rashidov      |     | 76e |
| Sélectionneur : |    |                      |     |     |
| Héctor Cúper    |    |                      |     |     |

| Assistant referees: Mohamed Al-Hammadi (United Arab Emirates) Hasan Al-Mahri (United Arab Emirates) Fourth official: Huo Weiming (China PR) Additional assistant referees: Ammar Al-Jeneibi (United Arab Emirates) Ali Sabah (Iraq) |

## Discipline
Le critère disciplinaire est susceptible d'être utilisé afin de départager des équipes qui se retrouveraient à égalité parfaite à l'issue de la dernière journée. Les points disciplinaires sont calculés sur la base des cartons jaunes et rouges reçus sur l'ensemble des matches de groupe, comme suit, :
- carton jaune = 1 point
- carton rouge à la suite des deux cartons jaunes = 3 points
- carton rouge direct = 3 points
- carton jaune suivi d'un carton rouge direct = 4 points

| Team         | J 1    | J 1                                        | J 1          | J 1                         | J 2    | J 2                                        | J 2          | J 2                         | J 3    | J 3                                        | J 3          | J 3                         | Points |
| Team         | Averti | Carton jaune · Carton jaune · Carton rouge | Carton rouge | Carton jaune · Carton rouge | Averti | Carton jaune · Carton jaune · Carton rouge | Carton rouge | Carton jaune · Carton rouge | Averti | Carton jaune · Carton jaune · Carton rouge | Carton rouge | Carton jaune · Carton rouge | Points |
| ------------ | ------ | ------------------------------------------ | ------------ | --------------------------- | ------ | ------------------------------------------ | ------------ | --------------------------- | ------ | ------------------------------------------ | ------------ | --------------------------- | ------ |
| Oman         |        |                                            |              |                             |        |                                            |              |                             |        |                                            |              |                             | 0      |
| Turkménistan | 1      |                                            |              |                             |        |                                            |              |                             |        |                                            |              |                             | -1     |
| Japon        | 2      |                                            |              |                             |        |                                            |              |                             |        |                                            |              |                             | -2     |
| Ouzbékistan  | 2      |                                            | 1            |                             |        |                                            |              |                             |        |                                            |              |                             | -5     |